# 제시 앤 조이
제시 앤 조이(Jesse & Joy)는 멕시코의 팝 듀오이다. 제시와 조이는 남매 사이이다.